# Сан-Николау (Сантарен)
Сан-Николау (порт. São Nicolau) — район (фрегезия) в Португалии, входит в округ Сантарен. Является составной частью муниципалитета Сантарен. Входит в экономико-статистический субрегион Лезирия-ду-Тежу, который входит в Рибатежу. Население составляет 9036 человек на 2001 год. Занимает площадь 14,84 км².